# Thénezay
Thénezay ist eine französische Kleinstadt mit 1.398 Einwohnern (Stand: 1. Januar 2022) im Département Deux-Sèvres in der Region Nouvelle-Aquitaine. Sie gehört zum Arrondissement Parthenay und zum Kanton La Gâtine.

## Lage
Thénezay liegt in etwa 32 Kilometer nordwestlich von Poitiers und etwa 18 Kilometer nordöstlich von Parthenay.

### Nachbargemeinden
Umgeben ist Thénezay von den Nachbargemeinden Assais-les-Jumeaux im Norden, Craon und Doux im Nordosten, Cherves im Osten und Südosten, La Ferrière-en-Parthenay im Süden und Südwesten, Oroux im Südwesten und Westen, Aubigny im Westen sowie Pressigny im Nordwesten.

## Bevölkerungsentwicklung
| Jahr                       | 1962 | 1968 | 1975 | 1982 | 1990 | 1999 | 2006 | 2019 |
| Einwohner                  | 1745 | 1673 | 1595 | 1607 | 1514 | 1424 | 1454 | 1409 |
| Quellen: Cassini und INSEE |      |      |      |      |      |      |      |      |

## Gemeindepartnerschaft
Mit der deutschen Gemeinde St. Johann in Baden-Württemberg besteht seit 1999 eine Partnerschaft.

## Verkehr
Durch die Gemeinde führt die frühere Route nationale 738 (heutige D738).